# پارک ملی قره‌بوره
پارک ملی قره‌بوره (به قرقیزی: Кара-Буура мамлекеттик жаратылыш паркы، قارا بۇۇرا ماملەكەتتىك جاراتىلىش پاركى) یک منطقه حفاظت‌شده در قرقیزستان است که در شهرستان قره‌بوره واقع شده‌است.